# Hiéromartyr

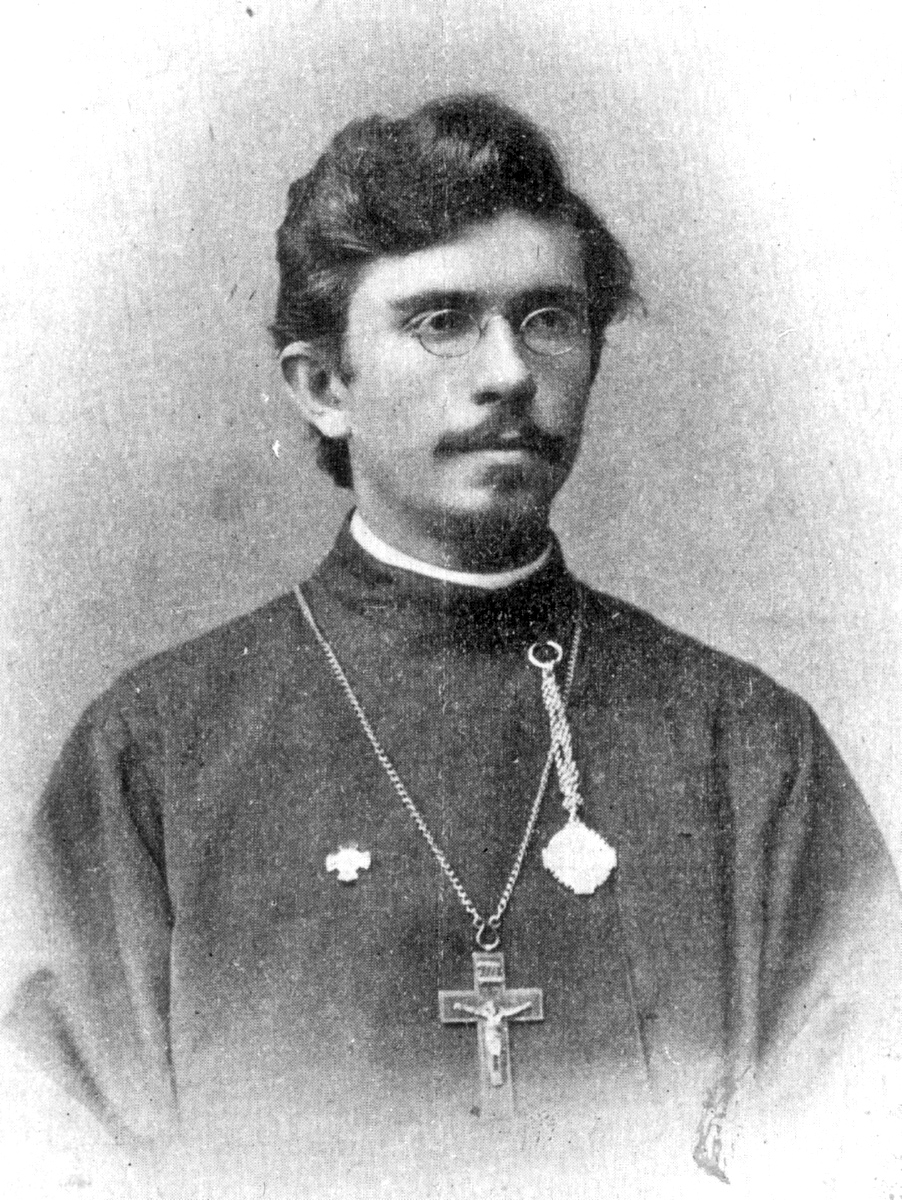
Alexandre Hotovitsky, hiéromartyr.

Un hiéromartyr (en grec moderne : άγιομάρτυς / ágiomártys ; en latin : sanctus martyr, ; en russe : Священномученик) est, dans les Églises orthodoxes, un membre du clergé qui meurt en martyr, c'est-à-dire en témoignant de sa foi.

## Quelques hiéromartyrs
- Étienne
- Thècle d'Iconium
- Théodore de Vrsac
- Platon Jovanović
- Ignace le Théophore
- Denys l'Aréopagite
- Hiérothée d'Athènes
- Cyprien de Carthage
- Saturnin de Toulouse
- Prokópios Lazarídis
- Alexandre Hotovitsky